# Marcin Żabiełowicz
Marcin Żabiełowicz (ur. 4 listopada 1970 w Poznaniu) – polski gitarzysta, autor piosenek, muzyk sesyjny; znany przede wszystkim z gry w zespole Hey, z którym nagrał 11 albumów studyjnych i 4 albumy koncertowe, za które grupa otrzymała kilkanaście Fryderyków.
Pierwszym zespołem, w którym grał był Guitars Project, grupa założona z Dariuszem Kurmanem. Następnym był już Hey, do którego zaprosił go Piotr Banach.
Żabiełowicz występował oraz współpracował jako kompozytor i gitarzysta m.in. z takimi artystami jak: Natalia Kukulska, Edyta Bartosiewicz, Albert Rosenfield, After Blues i John Porter. Był wielokrotnie wyróżniony przez magazyn Gitara i Bas.
W latach 2018–2020 grał w zespole BAiKA, założonym przez Piotra Banacha i Katarzynę Sondej.
Od 2020 roku współpracuje z Karoliną Czarnecką.

## Dyskografia
Zespół Hey – Dyskografia Hey
- VA Tribute to Eric Clapton [1995]
- Natalia Kukulska "Światło" [1996]
- Porter Band "Porter Band '99" [1999]
- Indios Bravos "Mental Revolution" [1999]
- Karolina Czarnecka "Cud" [2019]